# El pico 2
El pico 2 es una película española de 1984 dirigida por Eloy de la Iglesia. Se estructura como una continuación de los hechos narrados en El pico aunque sí se centra en la vida de Paco -interpretado por José Luis Manzano- tras la muerte de su amigo Urko por sobredosis de heroína. Esta película presenta notables diferencias como el cambio del actor que encarna el padre de Paco -encarnado por José Manuel Cervino en El Pico y aquí por Fernando Guillén-.
La película, que se encuadra dentro del género conocido como "cine quinqui", describe el mundillo marginal español de los años 1980. Pese a las críticas recibidas en cuanto a estilo y elegancia, la película destaca por su crudo realismo y su implícita crítica social, en especial una dura crítica a la Guardia Civil.

## Sinopsis
Paco (José Luis Manzano) se ve envuelto en Bilbao en el asesinato de una pareja de traficantes de heroína. Los esfuerzos de su padre Evaristo Torrecuadrada (Fernando Guillén) por apartarlo de la droga y ocultar las pruebas del crimen, se revelan inútiles cuando la prensa cae sobre la noticia. El joven será detenido, procesado y encarcelado en la madrileña prisión de Carabanchel, donde experimentará en carne propia los sinsabores del sistema penitenciario, y volverá a caer en la droga.  
Cuando recobra la libertad, gracias a las maniobras e influencias de su padre, Paco se verá incapaz de reinsertarse en la vida normal, y preferirá asociarse con "El Lendakari" (Jaume Valls) un compañero que ha conocido en la cárcel, y dedicarse a la delincuencia. Pero la Guardia Civil sigue de cerca los pasos del Lenda y el desenlace es inminente. El comandante Torrecuadrada pedirá a la superioridad detener personalmente a su hijo. 

## Reparto
- José Luis Manzano - Paco Torrecuadrada
- Fernando Guillén - Evaristo Torrecuadrada
- Lali Espinet - Betty
- Jaume Valls - Imanol Orbea Retolaza "El Lehendakari"
- José Luis Fernández "Eguía" - El Pirri
- Valentín Paredes - El Tejas
- Gracita Morales - Adela
- Fermín Cabal - Miguel Caballero
- Agustín González - Laureano Alonso
- Rafaela Aparicio - Abuela